# Marianne Ruigrok-Verreijt
Maria Clasina Angela Antonia (Marianne) Ruigrok-Verreijt (Vught, 1 juni 1945) is een Nederlands politica.
Ruigrok werkte enkele jaren als chemisch analiste en later als kleuterleidster. In 1982 werd zij voor de PvdA gekozen in de gemeenteraad van Weert. Zeven jaar later werd ze gekozen tot lid van de Tweede Kamer. Tijdens haar Kamerlidmaatschap heeft ze zich vooral beziggehouden met volkshuisvesting en volksgezondheid. In 1994 heeft ze de Kamer verlaten.
Op 16 oktober 1995 is Ruigrok geïnstalleerd als burgemeester van de gemeente Oudewater wat ze tot midden 2012 zou blijven. Ruigrok was van 2006-2012 voorzitter van het Landelijk Contact Gemeentelijk Welzijnsbeleid (LCGW)
- Parlement.com: vg09llql84dm